# Challenger de Bangkok 2017

El torneo Bangkok Challenger 2017 fue un torneo profesional de tenis. Pertenece al ATP Challenger Series 2017. Se disputará su 9.ª edición sobre superficie dura, en Bangkok, Tailandia entre el 2 al el 8 de enero de 2017.

## Jugadores participantes del cuadro de individuales
| Favorito | País                                  | Jugador             | Rank1 | Posición en el torneo |
| -------- | ------------------------------------- | ------------------- | ----- | --------------------- |
| 1        | Bandera de Japón                      | Yūichi Sugita       | 112   | Semifinales           |
| 2        | Bandera de Uzbekistán                 | Denis Istomin       | 121   | Segunda ronda         |
| 3        | Bandera de Rumania                    | Marius Copil        | 132   | Cuartos de final      |
| 4        | Bandera de Suiza                      | Henri Laaksonen     | 136   | Segunda ronda         |
| 5        | Bandera de Serbia                     | Janko Tipsarević    | 144   | CAMPEÓN               |
| 6        | Bandera de la República Popular China | Wu Di               | 159   | Segunda ronda         |
| 7        | Bandera de Alemania                   | Maximilian Marterer | 176   | Semifinales           |
| 8        | Bandera de Bélgica                    | Yannik Reuter       | 206   | Primera ronda         |

- 1 Se ha tomado en cuenta el ranking del 26 de diciembre de 2016.

### Otros participantes
Los siguientes jugadores recibieron una invitación (wild card), por lo tanto ingresan directamente al cuadro principal (WC):
- Congsup Congcar
- Chayanon Kaewsuto
- Patcharapol Kawin
- Warit Sornbutnark

Los siguientes jugadores ingresan al cuadro principal tras disputar el cuadro clasificatorio (Q):
- Lloyd Glasspool
- Soon-woo Kwon
- Nils Langer
- Jürgen Zopp

## Campeones

### Individual Masculino
- Janko Tipsarević derrotó en la final a  Blaž Kavčič, 6-3, 7-6(1).

### Dobles Masculino
- Grégoire Barrère /  Jonathan Eysseric derrotaron en la final a  Yūichi Sugita /  Wu Di, 6-3, 6-2